# 블라디미르 옐치치
블라디미르 옐치치(크로아티아어: Vladimir Jelčić, 1968년 10월 10일~)는 크로아티아의 핸드볼 선수로 포지션은 센터백이다. 현역 시절 국제 대회에 크로아티아 국가대표로 활약하여 1996년 하계 올림픽에서 금메달을 획득했다.